# کاخ دولت (باکو)
دارلحکومه باکو (Hökumət evi (به ترکی آذربایجانی)) یک ساختمان دولتی واقع در باکو، جمهوری آذربایجان می‌باشد. ساخت و ساز این ساختمان ۱۹۳۶ شروع شد و ۱۹۵۲ به پایان رسید.
این ساختمان در زمان اتحاد جماهیر شوروی و در سبک معماری باروک ساخته‌شد. معمار این بنا لف رودنف، معمار برجستهٔ اهل روسیه بود.

## تاریخچه ساختمان
از سال ۱۹۲۴ تا ۱۹۲۷، ساخت چندین ساختمان بزرگ دولتی برنامه‌ریزی و در بودجه باکو گنجانده شد. در سال ۱۹۳۴، مقامات شوروی مناقصه ای را برای ساخت کاخ شوروی باکو (که بعداً به خانه دولت تغییر نام داد) اعلام کردند. این مسابقه توسط معماران مشهور Lev Rudnev, V.O. Munts و K. Tkachenko (شرکت کننده). با تغییراتی در پروژه، ساختمان دولت خانه بین سال‌های ۱۹۳۶ تا ۱۹۵۲ ساخته شد. ساخت این ساختمان همچنین منجر به ساخت میدان لنین (که بعداً به میدان آزادلیق تغییر نام داد) در مقابل خانه دولت انجامید. در سال ۱۹۵۵، بنای یادبود ولادیمیر لنین رو به میدان آزادلیق که توسط D.M. قریقدی در جلوی بنا نصب شد. علاوه بر این، مجموعه بزرگی از ساختمان‌ها در اطراف خانه دولت در سال‌های ۱۹۶۰–۱۹۷۰ ساخته شد که شامل هتل‌های آذربایجان و آبشرون، ساختمان‌های ۱۶ طبقه در خیابان Uzeyir Hajibeyov، ساختمان Azərpoçt بود. مجسمه لنین بعدها در جریان جنبش استقلال آذربایجان پس از ژانویه سیاه خونین برداشته شد. پرچم بزرگ آذربایجان اکنون در جایی که مجسمه لنین ایستاده بود برپاست. میدان لنین به میدان آزادلیق (میدان آزادی) تغییر نام داد.